# James Campbell (historien)
Pour les articles homonymes, voir James Campbell et Campbell.
James Campbell est un médiéviste britannique né le 26 janvier 1935 et mort le 31 mai 2016. Il est membre du Worcester College de 1957 jusqu'à sa retraite en 2002, et professeur d'histoire médiévale à l'université d'Oxford de 1996 à 2002.

## Jeunesse et éducation
James Campbell est né le 26 janvier 1935 à Cheltenham dans le Gloucestershire,. Il est le fils de deux enseignants, John Henry Mogg et Barbara Hilda Brown. Après une période en famille d'accueil, il est adopté par ses grands-parents maternels en 1938. C'est pendant sa scolarité à la grammar school de Lowestoft qu'il commence à s'intéresser à l'histoire. Il entre précocement au Magdalen College de l'université d'Oxford à l'âge de 17 ans et décroche son diplôme avec les First Class Honours en 1955.

## Carrière académique
En 1956, Campbell accepte une bourse de recherche junior au Merton College. L'année suivante, à l'âge de 22 ans, il est élu fellow du Worcester College. Il occupe des postes administratifs, comme Fellow Bibliothécaire (1977–2002), tuteur principal (1989–1993), et surveillant principal de l'université d'Oxford pendant l'année universitaire 1973-1974. Au niveau de l'enseignement universitaire, il est maître de conférences en histoire moderne de 1958 à 1990, maître de conférences en histoire médiévale de 1990 à 1996, et professeur d'histoire médiévale de 1996 à 2002. Il prononce les conférences Ford au cours de l'année universitaire 1995-1996 sur le thème des origines de l'État anglais. Il reste au Worcester College jusqu'à sa retraite en 2002.
Il s'intéresse particulièrement à la période médiévale et aux études anglo-saxonnes. Avec Sonia Chadwick Hawkes (en) et David Brown, il fonde en 1979 la revue Anglo-Saxon Studies in Archaeology and History. Il s'intéresse également à l'agriculture en Grande-Bretagne et en Irlande du XIIIe au XIXe siècle. Deux recueils de ses essais sont publiés sous le titre Essays in Anglo-Saxon History en 1986 et The Anglo-Saxon State en 2000. Il est l'éditeur de The Anglo-Saxons (1982), une collection d'essais sur l'Angleterre anglo-saxonne, pour laquelle il écrit la section sur la période de 350 à 660.
Il est élu membre de la British Academy (FBA) en 1984, et de la Society of Antiquaries of London (FSA) en 1971.

## Vie privée
Dans les années 1980, Campbell quitte son logement universitaire et s'installe à Witney, un village près d'Oxford. A l'âge de 71 ans, il épouse le 7 octobre 2006 Börbel Brodt. Ils n'ont pas d'enfants et elle meurt en octobre 2015.
Il est décédé à son domicile le 31 mai 2016.

## Publications
- The Anglo-Saxons, Ithaca, NY, Cornell University Press, 1982 (ISBN 978-0801414824)
- James Campbell, Essays in Anglo-Saxon history, London, Hambledon Press, 1986 (ISBN 9780826425737)
- James Campbell, The Anglo-Saxon State, London, Hambledon, 2000 (ISBN 978-1852851767)